# 越南国会主席
越南國會主席（越南语：／），1946至1960年稱為國會常務委員會委員長（越南语：／），1960至1981年又称越南國會常務委員會主席（越南语：／），是越南立法機構越南國會的議長。2013年版《越南憲法》第69條規定：「國會是人民的最高代表機關，是越南社會主義共和國的最高國家權力機關。國會行使立憲權、立法權，決定國家的重大問題，並對國家的行為行使最高的監察權。」
越南國會主席由越南國會代表在各届國會第一次會議選出。國會主席也是國會常委，常务委員会属常設機構，國會閉會期間負責引导國會日常運作，任期直至國會選出下一屆常委為止。國會主席負責主持國會會議，國會通過的法律和決議也需主席签字才能生效。國會主席需領導國會常委的工作，處理國會与国家其他机关的關係，还负责維繫各常委间的友好關係。國會代表有權质询主席。
國會主席的權力和地位长年来多次变动。他可以是黨外人士（如第一任主席阮文素和第二任主席裴鵬摶），也可以是越共中央政治局排名第二的委員（如第四任國會主席長征）。至今共计13位國會主席中，有七位曾任政治局委員:69。

## 歷史
越南民主共和國（北越）第一任國會常務委員會委員長是學者阮文素，他不是越南共產黨黨員。他領導的國會在1946年3月3日組建首届越南民主共和國政府:517。詩人裴鵬摶在1946年11月9日接替阮文素，擔任國會常務委員會委員長，他也不是越共黨員，但对革命非常坚定。1948年8月，他因病半身癱瘓，需在第三聯區和河內市養病，國會遂推舉孫德勝代理常務委員會委員長職務。孫德勝在1955年裴鵬摶病逝後，正式继任，是首位擔任此職務的越共黨員。長征在1960年成為國會常務委員會主席，是第四任，也是任期最長的國會主席，直至1981年當選首屆國務委員會主席為止:20。來自南方的阮友壽在1981年接替長征，至1987年由黎光道接任，他們都不是越共中央政治局委員，而且任期只有一屆。1992年，農德孟成为首位出身少數民族（岱依族）的國會主席，至2001年卸任，也是長征之后首位兼任政治局委員的國會主席:78。2001年，阮文安接任國會主席:375。2006年6月26日，阮富仲当选國會主席，直至2011年當選越共中央總書記才卸任，由阮生雄继任。2016年3月31日，阮氏金銀成為第一位女國會主席，至2021年卸任，由王廷惠接替。2024年5月，國會委派陳青敏代理國會主席職務，取替因為下屬貪污而引咎辭職的王廷惠；陈青敏於同年5月20日转正，当选为越南国会主席。

## 列表
除非另有註明，否則下列表格當中歷任國會主席的姓名、上任日期和離任日期均以越南共產黨和越南國會提供的資料為準。
| 任數                                               | 黨內排名                                           | 姓名 （生卒年份）                                  | 肖像                                               | 上任日期                                           | 離任日期                                           | 所属政党                                           | 國會會期                                           |
| 越南民主共和国国会常务委员会委员长（1945至1960年） | 越南民主共和国国会常务委员会委员长（1945至1960年） | 越南民主共和国国会常务委员会委员长（1945至1960年） | 越南民主共和国国会常务委员会委员长（1945至1960年） | 越南民主共和国国会常务委员会委员长（1945至1960年） | 越南民主共和国国会常务委员会委员长（1945至1960年） | 越南民主共和国国会常务委员会委员长（1945至1960年） | 越南民主共和国国会常务委员会委员长（1945至1960年） |
| -------------------------------------------------- | -------------------------------------------------- | -------------------------------------------------- | -------------------------------------------------- | -------------------------------------------------- | -------------------------------------------------- | -------------------------------------------------- | -------------------------------------------------- |
| 1                                                  | —                                                  | 阮文素 （1889－1947）                              |                                                    | 1946年3月2日                                       | 1946年11月8日                                      | 无党派                                             | 第一屆國會 （1946－1960）                          |
| 2                                                  | —                                                  | 裴鵬摶 （1889－1955）                              |                                                    | 1946年11月9日                                      | 1955年4月13日                                      | 无党派                                             | 第一屆國會 （1946－1960）                          |
| 代理                                               | —                                                  | 孫德勝 （1888－1980）                              |                                                    | 1948年8月                                          | 1955年9月20日                                      | 印度支那共产党（1951年止） 越南劳动党（1951年起）  | 第一屆國會 （1946－1960）                          |
| 3                                                  | —                                                  | 孫德勝 （1888－1980）                              | 1955年9月20日                                      | 1960年7月15日                                      |                                                    | 印度支那共产党（1951年止） 越南劳动党（1951年起）  | 第一屆國會 （1946－1960）                          |
| 越南民主共和国国会常务委员会主席（1960至1976年）   |                                                    |                                                    |                                                    |                                                    |                                                    |                                                    |                                                    |
| 4                                                  | 4                                                  | 長征 （1907－1988）                                |                                                    | 1960年7月15日                                      | 1976年7月2日                                       | 越南劳动党                                         | 第二屆國會 （1960－1964）                          |
| 4                                                  | 4                                                  | 長征 （1907－1988）                                | 第三屆國會 （1964－1971）                          | 1960年7月15日                                      | 1976年7月2日                                       | 越南劳动党                                         |                                                    |
| 4                                                  | 4                                                  | 長征 （1907－1988）                                | 第四屆國會 （1971－1975）                          | 1960年7月15日                                      | 1976年7月2日                                       | 越南劳动党                                         |                                                    |
| 4                                                  | 4                                                  | 長征 （1907－1988）                                | 第五屆國會 （1975－1976）                          | 1960年7月15日                                      | 1976年7月2日                                       | 越南劳动党                                         |                                                    |
| 越南社会主义共和国国会主席（1976年至今）           |                                                    |                                                    |                                                    |                                                    |                                                    |                                                    |                                                    |
| 4                                                  | 4                                                  | 長征 （1907－1988）                                |                                                    | 1976年7月2日                                       | 1981年7月4日                                       | 越南共产党                                         | 第六屆國會 （1976－1981）                          |
| 5                                                  | —                                                  | 阮友壽 （1910－1996）                              |                                                    | 1981年7月4日                                       | 1987年6月18日                                      | 越南共产党                                         | 第七屆國會 （1981－1987）                          |
| 6                                                  | —                                                  | 黎光道 （1921－1999）                              |                                                    | 1987年6月18日                                      | 1992年9月23日                                      | 越南共产党                                         | 第八屆國會 （1987－1992）                          |
| 7                                                  | 10                                                 | 農德孟 （1940－）                                  |                                                    | 1992年9月23日                                      | 2001年6月27日                                      | 越南共产党                                         | 第九屆國會 （1992－1997）                          |
| 7                                                  | 4                                                  | 農德孟 （1940－）                                  | 第十屆國會 （1997－2002）                          | 1992年9月23日                                      | 2001年6月27日                                      | 越南共产党                                         |                                                    |
| 8                                                  | 12                                                 | 阮文安 （1937－）                                  |                                                    | 2001年6月27日                                      | 2006年6月26日                                      | 越南共产党                                         | 第十一屆國會 （2002－2007）                        |
| 9                                                  | 7                                                  | 阮富仲 （1944－2024）                              |                                                    | 2006年6月26日                                      | 2011年7月23日                                      | 越南共产党                                         | 第十一屆國會 （2002－2007）                        |
| 9                                                  | 6                                                  | 阮富仲 （1944－2024）                              | 第十二屆國會 （2007－2011）                        | 2006年6月26日                                      | 2011年7月23日                                      | 越南共产党                                         |                                                    |
| 10                                                 | 5                                                  | 阮生雄 （1946－）                                  |                                                    | 2011年7月23日                                      | 2016年3月31日                                      | 越南共产党                                         | 第十三屆國會 （2011－2016）                        |
| 11                                                 | 3                                                  | 阮氏金銀 （1954－）                                |                                                    | 2016年3月31日                                      | 2021年3月31日                                      | 越南共产党                                         | 第十三屆國會 （2011－2016）                        |
| 11                                                 | 3                                                  | 阮氏金銀 （1954－）                                | 第十四屆國會 （2016－2021）                        | 2016年3月31日                                      | 2021年3月31日                                      | 越南共产党                                         |                                                    |
| 12                                                 | 4                                                  | 王廷惠 （1957－）                                  |                                                    | 2021年3月31日                                      | 2024年5月2日                                       | 越南共产党                                         |                                                    |
| 12                                                 | 4                                                  | 王廷惠 （1957－）                                  | 第十五屆國會 （2021－2026）                        | 2021年3月31日                                      | 2024年5月2日                                       | 越南共产党                                         |                                                    |
| 代理                                               | 13                                                 | 陳青敏 （1962－）                                  |                                                    | 2024年5月2日                                       | 2024年5月20日                                      | 越南共产党                                         |                                                    |
| 13                                                 | 9                                                  | 陳青敏 （1962－）                                  | 2024年5月20日                                      | 现任                                               |                                                    | 越南共产党                                         |                                                    |

## 在世前任国会主席
截至2025年7月，尚在世的前任越南国会主席有5人，他们是（根据任期先后排列）：
| 姓名     | 任期                         | 出生日期      |
| -------- | ---------------------------- | ------------- |
| 农德孟   | 1992年9月23日－2001年6月27日 | 1940年9月11日 |
| 阮文安   | 2001年6月27日－2006年6月26日 | 1937年10月1日 |
| 阮生雄   | 2011年7月23日－2016年3月31日 | 1946年1月18日 |
| 阮氏金银 | 2016年3月31日－2021年3月31日 | 1954年4月12日 |
| 王廷惠   | 2021年3月31日－2024年5月2日  | 1957年3月15日 |

最近一位去世的前越南国会主席为阮富仲（2006年－2011年在任），他于2024年7月19日逝世，享年80岁。